# Мамаев, Андрей Борисович
Мама́ев Андре́й Бори́сович (род. 13 ноября 1966 года, г. Прокопьевск Кемеровской области) — российский государственный и политический деятель, бывший глава города Прокопьевска Кемеровской области.

## Биография
Образование высшее. В 1991 году окончил Кузбасский политехнический институт с присуждением квалификации «горный инженер-строитель». В 2004 году окончил с отличием Кемеровский государственный университет с присуждением квалификации «специалист по социальной работе».  Проходил обучение в Московской школе  управления СКОЛКОВО. Имеет ученую степень кандидата экономических наук.
В 1984 году был призван в погранвойска Вооружённых сил СССР.  В 1986 году проходил службу в Афганистане
Трудовой путь начал в 1990 г. на шахте «Северный Маганак» (г. Прокопьевск), пройдя за 6 лет путь от подземного горного мастера до начальника участка № 7. В качестве начальника смены в 1996 г. перешел на работу в ОАО «Шахта „Зенковская“» (г. Прокопьевск), где проработал до 1999 г., уйдя с должности заместителя директора по производству.
В 1999 г. начал работу в администрации города Прокопьевска. Работал на должностях заместителя главы города Прокопьевска — председателя Комитета по управлению муниципальным имуществом, затем был назначен первым заместителем главы города Прокопьевска — председателем Комитета по управлению имуществом. В 2008 году занял должность первого заместителя главы города Прокопьевска, которые исполнял вплоть до назначения Главой города.
С 23 сентября 2016 г. исполнял обязанности главы муниципального образования.
18 ноября 2016 г. на очередной сессии Прокопьевского городского Совета народных депутатов избран Главой города Прокопьевска.
23 ноября 2016 г. официально вступил в должность Главы города.
13 ноября 2021 года на сессии горсовета избран новый глава города- Старченко, Вячеслав Викторович.

## Награды[1]
- Медаль «70 лет Вооружённых Сил СССР»
- медаль «Воину-интернационалисту от благодарного афганского народа»
- Грамота Верховного Совета СССР Воину-интернационалисту
- Орден «Доблесть Кузбасса»
- Золотой знак «Кузбасс»
- золотой знак «Доблесть Прокопьевска»
- Медаль «За служение Кузбассу»
- Медаль «За содружество во имя спасения»
- Медаль «70 лет Вооруженных сил СССР»
- Знак «Шахтерская слава» 3-х степеней
- Медаль «За содружество во имя спасения»
- Медаль «В память 25-летия окончания боевых действий в Афганистане»
- Медаль «Ветеран боевых действий»
- Почётный знак Росуглепрофа
- Медаль «60 лет Кемеровской области»
- Медаль «За особый вклад в развитие Кузбасса» II и III степеней
- Медаль «65 лет Кемеровской области»
- Медаль «75 лет Кемеровской области»[9]